# Хайме I де Херика
Хайме I де Херика (исп. Jaime I de Jérica; ок. 1238—1286/1287) — инфант арагонский, сын Хайме I Завоевателя, короля Арагона (1208—1276), и его третьей жены Терезы Гил де Видауре (+ 1285), а также барон де Херика (1255—1285), Лирия, Андилья и Альтура.

## Семейное происхождение
Незаконнорожденный сын, а позже узаконенный, короля Арагона Хайме I Завоевателя, и его третьей жены Терезы Гил де Видауре. Его дедушкой и бабушкой по отцовской линии были король Педро II Арагонский и его жена, королева Мария де Монпелье. Он был братом по отцовской линии Педро III, король Арагона, и Хайме II, король Майорки.

## Биография
В своем завещании, составленном в городе Монпелье в 1272 году, Хайме I признал его законным сыном, уже узаконенным папой римским. Его отец подарил ему город Херика 7 апреля 1271 года с правом наследования для его детей и их законных потомков мужского пола. Кроме того, в завещании Хайме I, составленном в Монпелье, он включил его в число возможных наследников арагонской короны, но только в случае смерти инфантов Педро, будущего Педро III Арагонского, и Хайме, будущего Хайме II, короля Майорки, и их потомков.
Территориальные владения Хайме де Херики также включали Кастельмонтант, Вилла-де-Альтура, Уко, Сото, Синаркас, Пина, Лоригилья, Альмудайна, Туэхар, Планес, Доменьо и Травадель. Ко всем этим владениям мы должны добавить то, что было приобретено Терезой Гил де Видауре, его матерью, и что она раздала своим детям.
Хайме де Херика всегда пользовался уважением своего сводного брата по отцовской линии Педро III, который назначил его консервативным судьей Фуэро и привилегий Арагона в королевстве Валенсия. Во время войны с французами за владение островом Сицилия ему была доверена опека над Бузетой, в королевстве Арагон. После того, как его брат умер, и уже во время правления своего племянника Альфонсо III Арагонского, он использовал свое влияние, чтобы заставить последнего присягнуть известной Привилегии Союза в 1287 году.

## Отношения с Хайме I
Хотя его отец, король Хайме I, узаконил его и его брата Педро I де Аербе в своем завещании 1272 года, он ни разу не называет их инфантами, как своих детей от брака с Виоланте Венгерской, а просто называет их детьми, в то время как Фернан Санчес де Кастро и Педро Фернандес де Ихар называются внебрачными детьми. Это вовсе не приравнивает их к инфантам и дает им возможность унаследовать королевства только в том случае, если они оба умрут, не оставив потомства. Несмотря на это, его отец использовал его и его брата совместно для разных задач, и, согласно документам канцелярии, отношения между обоими братьями и их отцом были хорошими.

## Погребение
Он умер в период с января 1286 года по 14 июня 1287 года. После своей смерти он был похоронен вместе со своей матерью, своим братом Педро I де Аербе, его женой Альдонсой де Сервера и его женой Эльфой Альварес де Азагра в Королевском монастыре Gratia Dei, ныне несуществующий, известный как Королевский монастырь Zaidia, расположенный в Marjalena/Marchalenes Valencia. Его останки в настоящее время отсутствуют. С другой стороны, монастырь Грация Деи, хотя и изменил свое местоположение и в настоящее время находится в муниципалитете Бенагуасиль, все еще хранит останки его матери Терезы Гил де Видауре.

## Брак и потомство
Он женился около 1276 года на своей родственнице Эльфе Альварес де Азагра (ок. 1250 — ок. 1289), дочери Альвара Переса де Азагра, 4-го сеньора де Альбаррасин, и его первой жены Инес де Наварра, внебрачной дочери короля Теобальдо I, которая принесла значительное приданое к браку, например Чельва. 3 В результате этого брака родился сын, который был наследником титула и активов баронства Херика:
- Хайме II де Херика (1276—1321), сменил своего отца в 1285 году на посту 2-го барона Херики, Бегиса, Лирии, Андильи и Альтуры и был старшим лейтенантом Арагона. Он женился в 1296 году на Беатрис де Лаурия (ум. 1346), 1-й сеньоре де Косентайна, дочери адмирала Роже I де Лаурии и его жены Маргариты Ланца, от которой она родила Хайме III де Херика; Педро де Херика; Мария Альварес, замужем за Рамоном Беренгером де Арагоном графом Прадесом; Беатрис де Лаурия, жена Педро Понсе де Леон эль-Вьехо, 2-го сеньора Марчена; Альфонсо Роже де Лаурия; Альфонсо де Луна-и-Херика.